# Michael Krásný
Michael Krásný (* 1. ledna 1984, Opava) je český basista a hudební skladatel.

## Vzdělání
V dětství navštěvoval hru na klavír a později i kontrabas na ZUŠ Václava Kalíka v Opavě. Zároveň studoval hru na basovou kytaru na Lidové konzervatoři v Ostravě, kterou úspěšně absolvoval. V roce 2003 maturoval na Mendelově gymnáziu v Opavě. Poté byl přijat na Konzervatoř Jaroslava Ježka v Praze, kde studoval hru na kontrabas a současně na VOŠ Jaroslava Ježka, kde studoval hru na basovou kytaru. Během těchto hudebních studií zároveň studoval na ČVUT - FEL (České vysoké učení technické - fakulta elektrotechnická), kde v roce 2011 úspěšně odpromoval.

## Hudební působení
Začínal v uskupeních regionálního významu. Po přestěhování do Prahy začal působit v rockových kapelách Krucipüsk a Gaia Mesiah a účastnil se mnoha dalších hudebních projektů. Počátkem roku 2012 byl osloven významným americkým trumpetistou Laco Déczim. Začal aktivně působit v jeho kapele Cellula New York na evropských turné a následně i po celém světě.
V současné době kromě již zmíněného Laco Déczi & Cellula New York působí v projektech T.O.P. Dream Company, Yvetta Blanarovičová a její nadace La Sophia, Michael KRASNY Jam Session in Sherlock`s Pub a mnoha dalších.
Jeho vlastním a hlavním projektem je pražské fusion uskupení Quattro Formaggi, které spojuje různé hudební styly – funky, rock, gospel i latinskoamerické rytmy – a snaží se o nové, moderní pojetí jazzu inspirované rytmickými i melodickými prvky world music.

### Dřívější hudební působení a spolupráce
Milan Svoboda Quartet, Dan Bárta, Brian Charette, Chris DePino, Elisabeth Lohninger, Michael V, Prague Big Band Milana Svobody, Big Band Felixe Slováčka, Štěpán Markovič Quartet, Ondřej Ruml & band, Sisa Feher, Lampa Jazz quartet, Jazz Fabrik, František Kop Quartet, Maranatha Gospel Choir, Gospel limited, Petr Zeman Quintet, Šavle Meče, Petra Vlková, Benedikta, Krucipüsk, Gaia Mesiah, Markéta Poulíčková & Rocks Stars, Bead Beat, Betty Lee, Cosmic People, Duende, Underground Blanky Šrůmové, Zuzana Dubnová, Soňa Pavelková, Groove inn, Psychonaut, Tendance, Sly Rabbits, La Papoo, Sonyk Bell, Julia Benson, Červeným Vrchem, Expedice Apalucha a další.

### Současné projekty
Laco Déczi & Cellula New York, Quattro Formaggi, T.O.P. Dream Company, Michael KRASNY Jam Session in Sherlock`s Pub.

## Diskografie
- 2017 - Laco Deczi & Cellula New York - Live in Sono
- 2016 - Laco Deczi & Cellula New York - Symphonic Balads
- 2016 - Michael Krasny - Doing What I Do
- 2015 - Laco Deczi & Cellula New York - Live U Franců
- 2014 - Laco Deczi - Collection
- 2014 - David Deyl - V ozvěnách
- 2013 - Laco Deczi & Cellula New York - Autumn in New York
- 2013 - Laco Deczi & Cellula New York - Kubík
- 2012 - Laco Deczi & Cellula New York - Galant
- 2012 - Quattro Formaggi - Over The Edge
- 2011 - Top Dream Company - Keep On Movin
- 2009 - Top Dream Company - Live in Prague CD/DVD
- 2006 - Quattro Formaggi - Quattro Formaggi

## Ocenění
V roce 2001 se Michael účastnil soutěže smyčcových nástrojů a v celostátním finále získal ve hře na kontrabas první místo. Zároveň získal speciální ocenění poroty za nevšední interpretační provedení skladby a možnost účastnit se koncertu vítězů.
S kapelou Quattro Formaggi zvítězil v roce 2009 v prestižní mezinárodní soutěži Juniorjazz pořádané Českou jazzovou společností a jeho skladba Ben Nevis získala ocenění jakožto nejlepší autorská jazzová kompozice.
V roce 2010 se s kapelou Quattro Formaggi účastnil soutěže The Sound of Europe pořádané organizací EuroGlobe, ve které také získali první místo.
V roce 2011 vyhráli soutěž o Cenu Metropolitní univerzity Praha pod hlavičkou organizace Mladí ladí jazz.